# Памбакска котлина
Памбакска котлина или Памбакски плато представља котлинско подручје у северном делу Републике Јерменије, у југозападном делу марза Лори. Кроз равницу протиче река Памбак, а са севера је омеђена Ширакском гором док је на југу планина Памбак.
Површина равнице је око 31,25 км², максимална дужина 13,5 км и ширина око 7 км. Котлина лежи на надморској висини од 1.770 метара. 
Око 8 км западно од ове котлине лежи Ширакска равница, док је 25 км источније Ванадзорска котлина. Кроз котлину пролазе ауто-пут и железничка пруга које повезују овај крај са суседном Грузијом али и са остатком земље. 
Од пољопривредних култура ту се узгајају житарице и шећерна репа.